# Camp de Fallersleben-Laagberg
 (octobre 2024).
Si vous disposez d'ouvrages ou d'articles de référence ou si vous connaissez des sites web de qualité traitant du thème abordé ici, merci de compléter l'article en donnant les références utiles à sa vérifiabilité et en les liant à la section « Notes et références ».
Le camp de Fallersleben-Laagberg est une unité de travail forcé dépendant du camp de concentration de Neuengamme située à Wolsburg, et dont les déportés, hommes et femmes,sont mis à la disposition de la société Volkswagen.

Le cours de la guerre oblige l’Allemagne nazie a enrôler de nouvelles classes de conscrits qui laissent un vide dans les chaînes de production. Pour compenser ces pertes, les autorités mobilisent d’abord la population féminine, puis des travailleurs forcés étrangers, et finalement la population concentrationnaire.

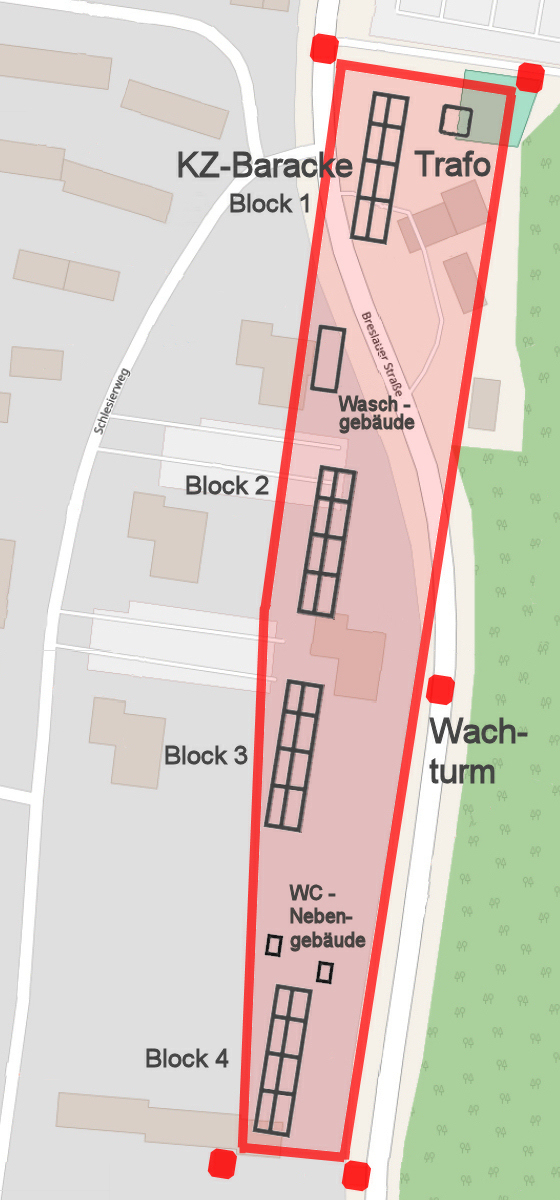
Reconstitution du plan du camp de Laagberg.

Depuis 1941, Volkswagen utilise des milliers de travailleurs forcés, hommes et femmes, prisonniers de guerre et détenus concentrationnaires pour la production d’armement. Tandis que l'Arbeitsdorf voisin a été créé en 1942 comme un camp indépendant, les camps de Fallersleben (hommes et femmes), aménagés en 1944, sont d'emblée des Kommandos extérieurs de Neuengamme.

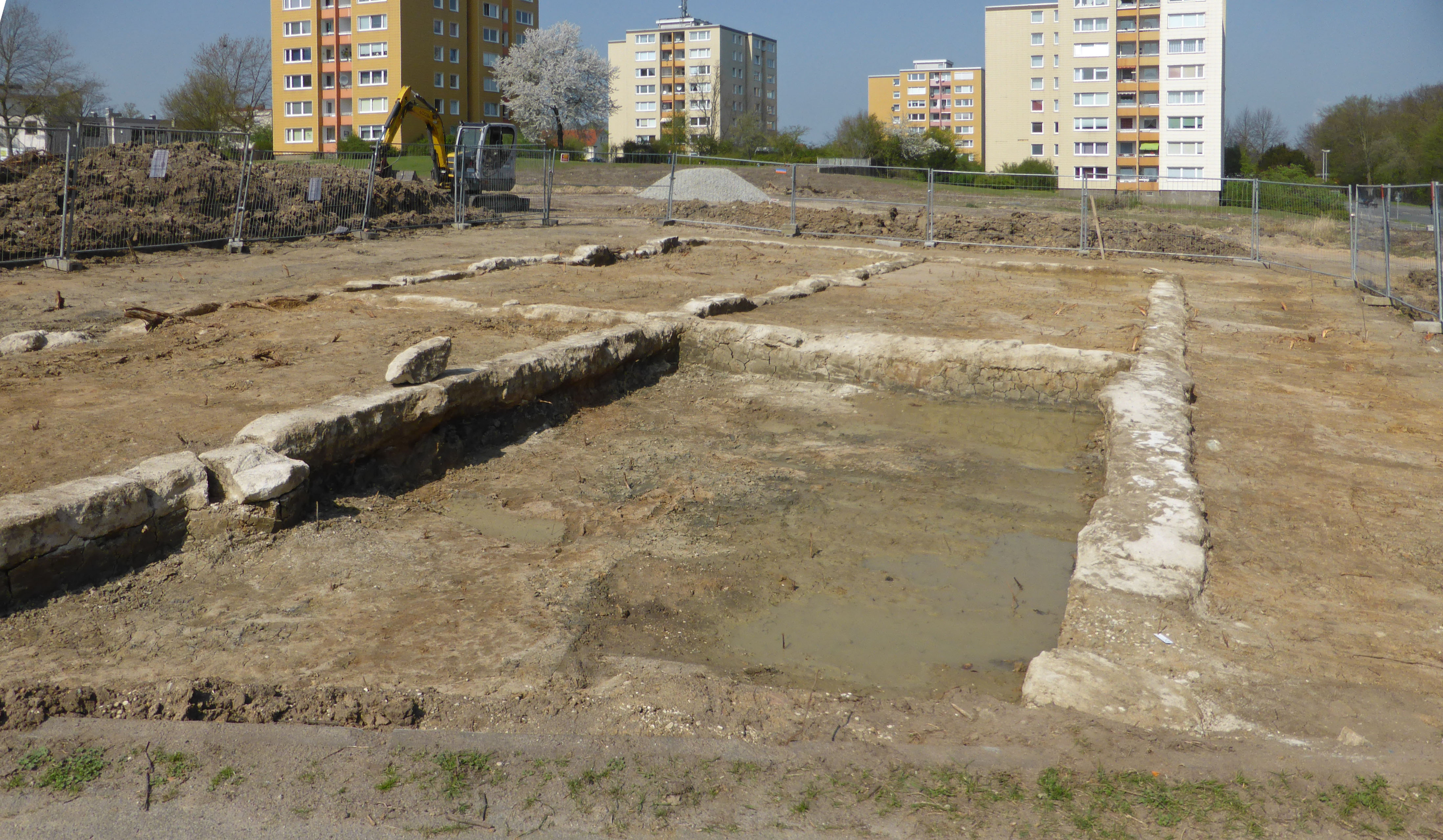
Fondations des baraquements du camp de Laagberg.

## Camp des hommes

### Création
Le 31 mai 1944, 800 hommes du camp central de Neuengamme arrivent à Laagberg, un quartier de Wolsfbourg situé à trois kilomètres environ de l’usine Volkswagen.
Parmi eux, 350 Français, 150 Néerlandais, 150 Polonais et citoyens d’Union soviétique et 100 Espagnols.
L'officier résistant Luc Robet y fut déporté.
Une vingtaine de détenus allemands sont chargés de l’administration du camp, dont le responsable est le SS-Hauptscharführer Johannes Pump, aidé par un SS-Unterscharführer danois nommé Anton Callesen. Pump est remplacé en janvier 1945 par Karl Werringloer, un officier de la Wehrmacht grâce à qui les conditions de vie dans le camp s’améliorent temporairement.

### Travail forcé
Les déportés sont répartis en neuf colonnes de travail : huit  travaillent pour Deutsche Bau AG, une entreprise qui construit, pour Volkswagen, les baraquements d’un nouveau camp ; la neuvième, composée uniquement de soviétiques, travaille dans les ateliers de Volkswagen.

### Evacuation
Le 25 mars 1945, 656 détenus travaillent encore à l’usine Volkswagen. Les 144 autres sont soit décédés, soit repartis à Neuengamme pour cause d’épuisement.
Début avril, un nouveau contingent de détenus provenant de l’évacuation des camps de Porta Westfalica, arrivent à Fallersleben,. Le 8 avril, tous les détenus sont transportés en train au camp de Wöbbelin.

## Camp des femmes
En août 1944, un Kommando extérieur de femmes venu de Neuengamme, arrive à Fallersleben pour travailler à la production d’armement de l’usine Volkswagen.
Les détenues, Juives hongroises pour la plupart et venant d’Auschwitz-Birkenau et de Bergen-Belsen, sont amenées en trois convois entre août 1944 et janvier 1945
Elles sont hébergées dans l’enceinte de l’usine, dans une salle de douches aménagée de l’atelier 1.

### Travail forcé
Les déportées doivent fabriquer des mines plates et des bazookas.

### Evacuation du camp de femmes
Le 8 avril 1945, le front se rapprochant, la SS transporte les femmes au Kommando extérieur de Salzwedel.

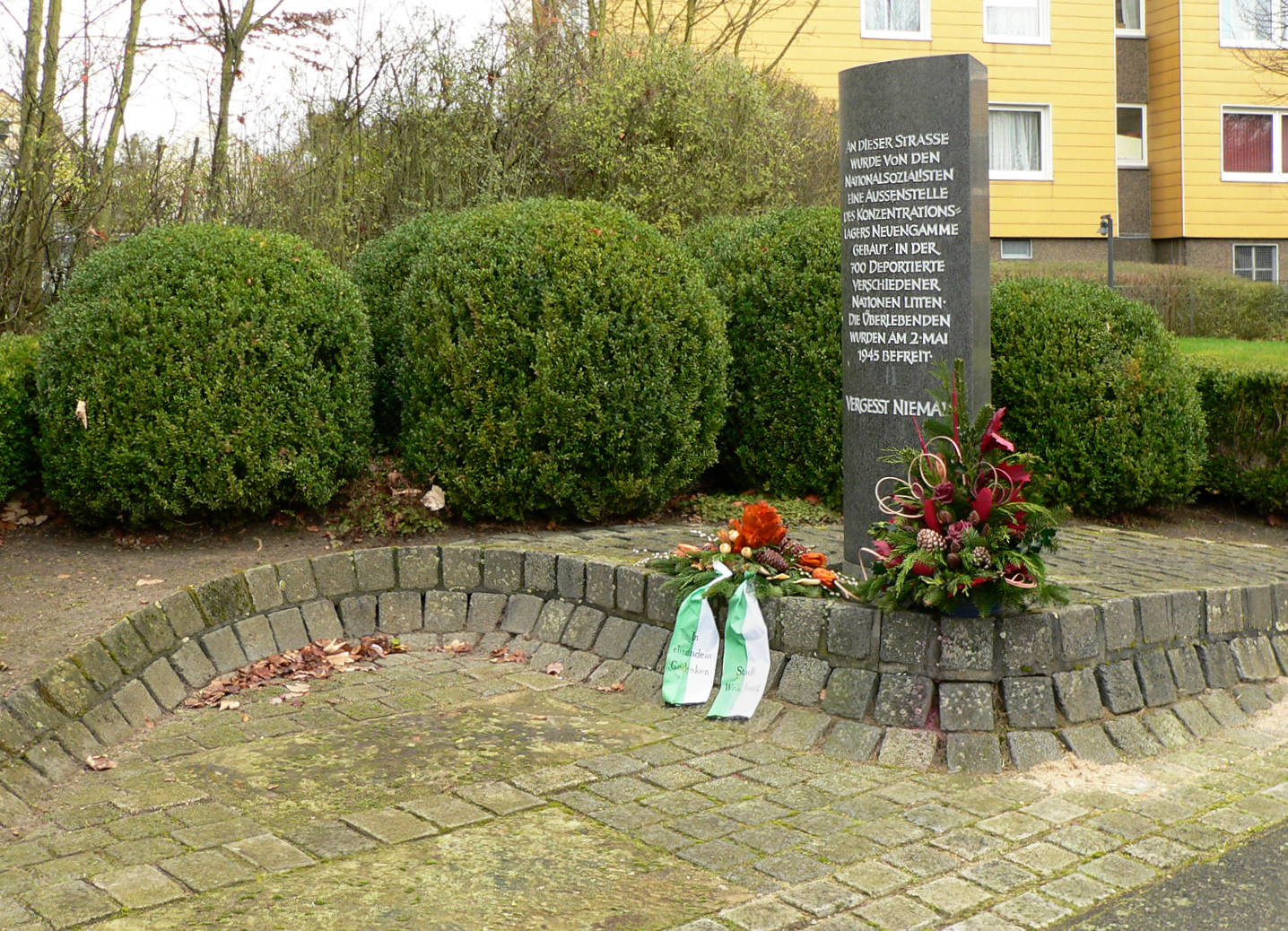
Mémorial du camp de Laagberg.

## Mémorial
Dans le cimetière des étrangers se trouvent des tombes de travailleurs forcés et d’anciens détenus de camps de concentration faisant fonction de Mémorial pour les victimes de la dictature national-socialiste. Une plaque commémorative rappelle le sort des déportés. En 1987, une pierre commémorative a été inaugurée dans le quartier de Laagberg, sur le site du camp.
L’exposition « Documentation sur les victimes de la dictature national-socialiste », inaugurée en 1990 au musée municipal « Schloss Wolfsburg » et complètement remaniée en 2000, consacre le deuxième étage à l’histoire de la main-d’œuvre concentrationnaire dans l’usine Volkswagen. Le travail au camp de concentration Arbeitsdorf ainsi que la vie quotidienne en 1944/45 dans les Kommandos de femmes et d’hommes de Fallersleben sont les points forts de cette partie de l’exposition.
À Wolfsburg, au milieu des années 1980, l’histoire du travail forcé dans l’usine Volkswagen a commencé à faire l’objet de discussions et l’entreprise Volkswagen AG se pencha elle aussi sur sa propre histoire. Des recherches historiques portant sur le travail forcé chez VW furent notamment commandées et des fonds débloqués pour des projets humanitaires et pour des versements d’indemnités. En décembre 1999, Volkswagen AG aménagea dans un ancien bunker dans l’enceinte de l’usine un « site à la mémoire du travail forcé ». Un des six départements est également largement consacré à la situation des détenus dans les usines Volkswagen.